# حي فوجي بوتوم
حي فوجي بوتوم هو واحد من أقدم أحياء أواخر القرن الثامن عشر والتاسع عشر في واشنطن العاصمة، ويقع غرب البيت الأبيض ووسط مدينة واشنطن في الربع الشمالي الغربي. ويحدها شارع القرن 17 من الشرق، حديقة روك كريك من الغرب، شارع الدستور من الجنوب، وشارع بنسلفانيا من الشمال.

## أصل التسمية
يُعتقد أن حي فوجي باتوم قد حصل على اسمه بسبب الغرابة في الغلاف الجوي لموقعه المنخفض على ضفاف النهر، مما جعله عرضة لتركيزات الضباب، ولاحقًا للدخان الصناعي.
إكتسبت وزارة الخارجية الأمريكية الاسم المستعار"Foggy Bottom" عندما نقلت مقرها إلى مبنى هاري ترومان القريب، والذي تم التخطيط له وشيد في الأصل ليكون مبنى مقر وزارة الحرب الأمريكية الجديد،  من مبنى الدولة والحرب والبحرية (المعروف الآن باسم مبنى المكتب التنفيذي لأيزنهاور) بالقرب من البيت الأبيض في عام 1947. 
يشمل الحي الحرم الجامعي الرئيسي لجامعة جورج واشنطن المرعروف إختصارا ب (GWU)، ويتمتع السكان بسهولة الوصول إلى منطقة جورج تاون التاريخية القريبة.
في عام 1877 تم اكتشاف أقمار المريخ (فوبوس وديموس) من المرصد البحري القديم في الحي، والذي كان موجودًا هناك حتى عام 1893